# Dakota (filme)
Dakota (Brasil: Dakota / Portugal: Oeste em Chamas) é um filme norte-americano de 1945, do gênero faroeste, dirigido por Joseph Kane e estrelado por John Wayne e Vera Ralston.

## A produção
O filme quase não saiu do papel depois que John Wayne e o diretor Frank Borzage recusaram-se a trabalhar com Vera Ralston, esposa de Herbert J. Yates, proprietário da Republic Pictures. Wayne acabou por concordar relutantemente, porém Borzage foi substituído por Joseph Kane.
O clima no set de filmagens foi sempre tumultuado, o que se refletiu no andamento moroso e errático do filme. A Republic optou por incluir uma grande quantidade de cenas de arquivo, o que prejudicou seu visual. Daí que, não por acaso, as melhores cenas foram as poucas feitas ao ar livre e dirigidas pelo dublê Yakima Canutt.
Apesar dos problemas, para Joseph Kane o filme, o principal lançamento do estúdio no ano, representou um impulso em sua carreira, ele que estava relegado à monotonia dos faroestes B de Roy Rogers e Gene Autry.

## Sinopse
O casal John Devlin e Sandy Poli deseja estabelecer-se no território de Dakota. Porém, eles acabam por ficarem no caminho de uma quadrilha de trapaceiros que está adquirindo todas as terras ao redor. O que os desavisados colonos não sabem é que uma ferrovia será construída no local .

## Elenco
| Ator/Atriz        | Personagem                           |
| ----------------- | ------------------------------------ |
| John Wayne        | John Devlin                          |
| Vera Ralston      | Sandy Poli                           |
| Walter Brennan    | Capitão Bounce                       |
| Ward Bond         | Jim Bender                           |
| Ona Munson        | Jersey Thomas                        |
| Hugo Haas         | Marko Poli                           |
| Mike Mazurki      | Bigtree Collins                      |
| Olive Blakeney    | Senhora Stowe                        |
| Nicodemus Stewart | Nicodemus                            |
| Paul Fix          | Carp'                                |
| Grant Withers     | Slagin                               |
| Robert Livingston | Tenente                              |
| Lorna Gray        | Artista (não-creditada)              |
| Rex Lease         | Condutor da ferrovia (não-creditado) |
| Linda Stirling    | Artista (não-creditada)              |
| Tom London        | Não-creditado                        |